# Noé (Górna Garonna)
Noé – miejscowość i gmina we Francji, w regionie Oksytania, w departamencie Górna Garonna.
Według danych na rok 1990 gminę zamieszkiwało 1 975 osób, a gęstość zaludnienia wynosiła 205 osób/km² (wśród 3020 gmin regionu Midi-Pyrénées Noé plasuje się na 188. miejscu pod względem liczby ludności, natomiast pod względem powierzchni na miejscu 1117.).